# بوژخووو
بوژخووو (به لهستانی:  Borzechowo) یک روستا در لهستان است که در گمینا زبلوو واقع شده‌است. بوژخووو ۷۳۵ نفر جمعیت دارد.